# Сухомлин Сергій Іванович
Сергій Іванович Сухомлин (21 червня 1971, Червоноармійськ, (з 1993 р. — Радивилів) Рівненської області) — український діяч, міський голова Житомира до 19 вересня 2024 року. Член головної ради партії «Пропозиція»
з 27 вересня 2024 року Голова Державного агентства відновлення та розвитку інфраструктури України.

## Біографія
У 1988 році закінчив Житомирську школу № 21, після чого вступив до Харківського вищого танкового командного училища, яке закінчив з відзнакою. Проходив військову службу у Житомирі.
Пізніше займався підприємницькою діяльністю, був комерційним директором ТОВ «Технотронік». Потім працював на посаді комерційного директора, директора ТОВ «Візаж» у місті Житомирі, яке спеціалізувалося на виробництві вікон.
В листопаді 2013 року з перших днів брав участь у Євромайдані. У березні 2014 року, при підтримці Житомирського Євромайдану, висунутий кандидатом на посаду першого заступника міського голови. Рішенням сесії Житомирської міської ради був затверджений на посаді.
У 2016 році закінчив Університет державної фіскальної служби України за спеціальністю «Фінанси і кредит», здобув кваліфікацію спеціаліста з фінансів і кредиту.

## Політична кар'єра
У 2006 року був обраний депутатом Житомирської міської ради по списку партії «Наша Україна». З 2010 по 2014 роки — депутат Житомирської обласної ради від «Фронту Змін».
У березні 2014 — листопаді 2015 року — 1-й заступник Житомирського міського голови з питань діяльності виконавчих органів рад.
З 15 листопада 2015 року  до 2024 року був Житомирським міським головою.
Балотувався від п'яти партій: «Наша Україна» — 2006—2010 роки (депутат Житомирської міської ради),«Фронт змін» — 2010—2014 роки (депутат Житомирської міської ради), «Батьківщина» — 2012 рік (балотувався у Верховну Раду), «Солідарність» (був членом Центральної ради партії) — 2015 рік, «Пропозиція» — 2020 рік. Переміг в місцевих виборах 25 жовтня 2020 року.
19 вересня 2024 року Житомирська міська рада достроково припинила повноваження мера Сухомлина за власним бажанням.
27 вересня 2024 року Кабінетом Міністрів України призначений Головою Державного агентства відновлення та розвитку інфраструктури України.

## Нагороди
- Орден «За заслуги» ІІІ ступеня (23 серпня 2021) — за значний особистий внесок у державне будівництво, зміцнення обороноздатності, соціально-економічний, науково-технічний, культурно-освітній розвиток Української держави, вагомі трудові досягнення, багаторічну сумлінну працю та з нагоди 30-ї річниці незалежності України[7]
- Орден Данила Галицького (28 червня 2017) — за значний особистий внесок у державне будівництво, соціально-економічний, науково-технічний, культурно-освітній розвиток України, вагомі трудові здобутки та високий професіоналізм[8]

## Особисте життя
Одружений. З дружиною Світланою виховують трьох дітей — сина Андрія та дочок Юлію та Софію.